# George Butte

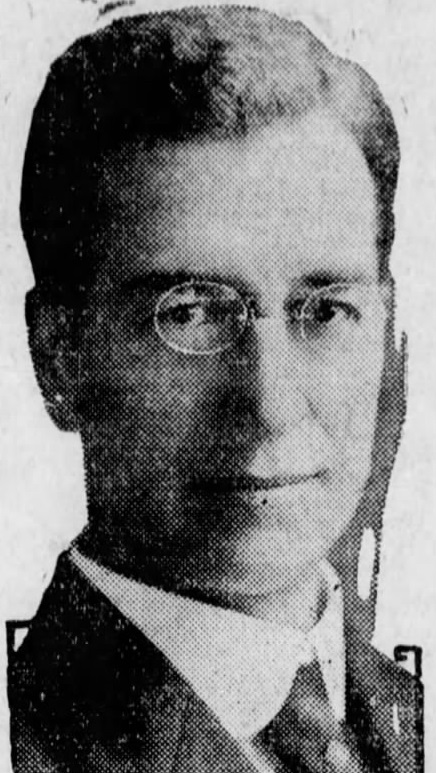

George Charles Butte (* 8. Mai 1877 in San Francisco; † 18. Januar 1940 in Mexiko-Stadt) war ein US-amerikanischer Politiker, Rechtswissenschaftler und 1932 kommissarischer Generalgouverneur der Philippinen.

## Studium und Tätigkeit als Hochschullehrer
Nach dem Studium der Rechtswissenschaften am Austin College und der University of Texas, das er mit einem Bachelor of Arts und einem Master of Arts abschloss, arbeitete Butte als Rechtsanwalt in Texas und Oklahoma von 1903 bis 1911. Später studierte er Rechtswissenschaften in Deutschland an den Universitäten von Berlin und Heidelberg und Frankreich an der „École de Droit“ in Paris. 1914 wurde Butte Professor an der University of Texas Law School.
1918 gab er seinen Lehrstuhl auf und wurde für kurze Zeit vom 5. Oktober 1918 bis zum 10. März 1919 Major der United States Army und Leiter des Auslandsnachrichtendienstes des Armeestabes.
Danach war er Mitarbeiter des von 1917 bis 1921 amtierenden Gouverneurs von Texas William Pettus Hobby. Dieser berief ihn 1920 in die Kommission zur Erarbeitung eines Gesetzentwurfs für die Elektrizitätsunternehmen in Texas.
Anschließend war er Professor und von 1923 bis 1924 Dekan der University of Texas Law School. 1924 kandidierte er als Kandidat der Republikanischen Partei erfolglos für das Amt des Gouverneurs von Texas und unterlag der Kandidatin der Demokratischen Partei Miriam A. Ferguson. Obgleich er geschlagen wurde, erreichte er doch das Zehnfache des üblichen Ergebnisses der Republikaner in dieser Zeit. Dies lag unter anderem daran, dass er von abtrünnigen Mitgliedern der Demokratischen Partei, aber auch des Ku-Klux-Klans unterstützt wurde.

## Puerto Rico und Philippinen
1925 wurde Butte Generalstaatsanwalt von Puerto Rico und verblieb in diesem Amt auch als er dreimal amtierender Gouverneur war. Dieses Amt behielt er bis zu seiner Ernennung zum Sonderassistenten des Justizministers 1928.
Am 31. Dezember 1930 wurde er Vizegouverneur der Philippinen. Vom 9. Januar bis zum 29. Februar 1932 war er amtierender Generalgouverneur der Philippinen. Nach dem Rücktritt von diesem Amt war er vom 1. Juli 1932 bis zum 1. Februar 1936 Beisitzender Richter am Obersten Gericht der Philippinen.
Butte, der international anerkannter Experte für Kolonialverwaltung und Internationales Recht war, war unter anderem auch Ehrenmitglied auf Lebenszeit der Anwaltskammer von Texas sowie Ehrenpräsident der Anwaltsvereinigung von Puerto Rico.

## Veröffentlichungen
- Die kalifornische Landerwerbfrage. Heidelberg und Berkeley 1913 (Digitalisat)
- Great Britain and the Panama Canal. 1913
- Amerikanische Prisengerichtsbarkeit. 1913
- Academic Freedom or “In the Spirit of 1836”. Austin 1917 (Digitalisat, alternatives Digitalisat)

## Auszeichnungen
- Doctor iuris honoris causa, 1921 Austin College